# Horodziszcze (rejon brasławski)
Horodziszcze – dawna osada. Tereny na których był położony, leżą obecnie na Białorusi, w obwodzie witebskim, w rejonie brasławskim, w sielsowiecie Plusy.

## Historia
W czasach zaborów w granicach Imperium Rosyjskiego.
W latach 1921–1945 zaścianek a następnie osada leżała w Polsce, w województwie nowogródzkim (od 1926 w województwie wileńskim), w powiecie brasławskim, w gminie Słobódka.
Według Powszechnego Spisu Ludności z 1921 roku zamieszkiwało tu 11 osób, 9 było wyznania rzymskokatolickiego a 2 ewangelickiego. Jednocześnie 2 mieszkańców zadeklarowało polską przynależność narodową, 7 prawosławną a 2 inną. Były tu 2 budynki mieszkalne. W 1931 w 2 domach zamieszkiwało 19 osób.
Wierni należeli do parafii rzymskokatolickiej w Słobódce. Miejscowość podlegała pod Sąd Grodzki w Brasławiu i Okręgowy w Wilnie; właściwy urząd pocztowy mieścił się w Słobódce.